# Кузнецкое (Крым)
Кузне́цкое (до 1945 года Чегеле́к; укр. Кузнецьке, крымскотат. Çegelek, Чегелек) — село в Черноморском районе Республики Крым, входит в состав Краснополянского сельского поселения (согласно административно-территориальному делению Украины — Краснополянского сельсовета Автономной Республики Крым).

## Население
| 2001 | 2014 |
| ---- | ---- |
| 448  | ↘391 |

Всеукраинская перепись 2001 года показала следующее распределение по носителям языка
| Язык             | Процент |
| ---------------- | ------- |
| русский          | 66.07   |
| украинский       | 18.08   |
| крымскотатарский | 15.63   |

### Динамика численности
| - 1806 год — 210 чел. - 1864 год — 66 чел. - 1889 год — 213 чел. - 1892 год — 104 чел. - 1900 год — 206 чел. - 1915 год — 36/20 чел. | - 1926 год — 126 чел. - 1939 год — 152 чел. - 1989 год — 405 чел. - 2001 год — 448 чел. - 2009 год — 440 чел. - 2014 год — 391 чел. |

## География
Кузнецкое — село в центре района, на Тарханкутской возвышенности, высота центра села над уровнем моря — 68 м. Ближайшие сёла — Красная Поляна в 3 км на восток и Артёмовка в 4 км на запад. Райцентр Черноморское — около 17 километров на запад, ближайшая железнодорожная станция — Евпатория — около 59 километров. Транспортное сообщение осуществляется по региональной автодороге 35Н-611  от шоссе Черноморское — Евпатория (по украинской классификации — С-0-11710).

## Современное состояние
На 2016 год в Кузнецком числится 6 улиц; на 2009 год, по данным сельсовета, село занимало площадь 80,9 гектара, на которой в 164 дворах числилось 440 жителей. Действуют сельский клуб, фельдшерско-акушерский пункт, крестьянско-фермерское хозяйство по выращиванию зерновых культур «Лаванда», село связано автобусным сообщением с райцентром, Евпаторией, Симферополем и соседними населёнными пунктами.

## История
Первое документальное упоминание села встречается в Камеральном Описании Крыма… 1784 года, судя по которому, в последний период Крымского ханства Чекелек входил в Тарханский кадылык Козловскаго каймаканства.
После присоединения Крыма к России (8) 19 апреля 1783 года, (8) 19 февраля 1784 года, именным указом Екатерины II сенату, на территории бывшего Крымского ханства была образована Таврическая область и деревня была приписана к Евпаторийскому уезду. После павловских реформ, с 1796 по 1802 год входила в Акмечетский уезд Новороссийской губернии. По новому административному делению, после создания 8 (20) октября 1802 года Таврической губернии, Чегелек был включён в состав Яшпетской волости Евпаторийского уезда.
По Ведомости о волостях и селениях, в Евпаторийском уезде с показанием числа дворов и душ… от 19 апреля 1806 года, в деревне Чегелек числилось 23 двора, 181 крымский татарин, 25 цыган и 4 ясыров. На военно-топографической карте генерал-майора Мухина 1817 года деревня Шегелек обозначена с 36 дворами. После реформы волостного деления 1829 года Чегелек, согласно «Ведомости о казённых волостях Таврической губернии 1829 года», остался в составе Яшпетской волости. На карте 1836 года в деревне 25 дворов, как и на карте 1842 года.
В 1860-х годах, после земской реформы Александра II, деревню приписали к Курман-Аджинской волости. Согласно «Памятной книжке Таврической губернии за 1867 год», деревня Чегелек была покинута жителями, в результате эмиграции крымских татар, особенно массовой после Крымской войны 1853—1856 годов, в Турцию и стояла без новых поселенцев. Видимо, в середине 1860-х годов деревню вновь заселили, поскольку в «Списке населённых мест Таврической губернии по сведениям 1864 года», составленном по результатам VIII ревизии 1864 года, Чегелек — владельческая татарская деревня, с 15 дворами, 66 жителями и мечетью при колодцах. По обследованиям профессора А. Н. Козловского 1867 года, вода в колодцах деревни была пресная, а их глубина колебалась от 10 до 15 саженей (21—33 м). На трехверстовой карте Шуберта 1865—1876 года в деревне Чегелек обозначено также 15 дворов. В «Памятной книге Таврической губернии 1889 года», по результатам Х ревизии 1887 года, в деревне Чегелек числилось 43 двора и 213 жителей. Согласно «…Памятной книжке Таврической губернии на 1892 год», в деревне Чегелек, входившей в Карлавский участок, было 104 жителя в 23 домохозяйствах.
Земская реформа 1890-х годов в Евпаторийском уезде прошла позже остальных, в результате Чегелек приписали к Кунанской волости.
По «…Памятной книжке Таврической губернии на 1900 год» в деревне числилось 206 жителей в 39 дворах. В 1914 году в деревне велось строительство нового здания мектеба. По Статистическому справочнику Таврической губернии. Ч.II-я. Статистический очерк, выпуск пятый Евпаторийский уезд, 1915 год, в деревне Чегелек Кунанской волости Евпаторийского уезда числилось 10 дворов (3 двора с землёй, 7 — безземельные) с татарским населением в количестве 36 человек приписных жителей и 20 — «посторонних», из которых 28 мужчин и 28 женщин. Жители владели 200 десятинами удобной земли. В хозяйствах имелось 40 лошадей, 120 волов, 30 коров и 1600 голов мелкого скота.
После установления в Крыму Советской власти, по постановлению Крымревкома от 8 января 1921 года № 206 «Об изменении административных границ» была упразднена волостная система и образован Евпаторийский уезд, в котором создан Ак-Мечетский район и село вошло в его состав, а в 1922 году уезды получили название округов. 11 октября 1923 года, согласно постановлению ВЦИК, в административное деление Крымской АССР были внесены изменения, в результате которых округа были отменены, Ак-Мечетский район упразднён и село вошло в состав Евпаторийского района. Согласно Списку населённых пунктов Крымской АССР по Всесоюзной переписи 17 декабря 1926 года, в селе Чегелек Старый, в составе упразднённого к 1940 году Сабанчинского сельсовета Евпаторийского района, числилось 29 дворов, все крестьянские, население составляло 126 человек, из них 99 татар и 27 русских. Согласно постановлению КрымЦИКа от 30 октября 1930 года «О реорганизации сети районов Крымской АССР», был восстановлен Ак-Мечетский район (по другим данным 15 сентября 1931 года) и село вновь включили в его состав. Видимо, тогда же был образован сельсовет, поскольку в справочнике 1940 года он уже упомянут. По данным всесоюзной переписи населения 1939 года в селе проживало 152 человека.
В 1944 году, после освобождения Крыма от фашистов, согласно Постановлению ГКО № 5859 от 11 мая 1944 года, 18 мая крымские татары села были депортированы в Среднюю Азию. Указом Президиума Верховного Совета РСФСР от 21 августа 1945 года Чегелек был переименован в Кузнецкое и Чегелекский сельсовет — в Кузнецкий. С 25 июня 1946 года Кузнецкое в составе Крымской области РСФСР. 26 апреля 1954 года Крымская область была передана из состава РСФСР в состав УССР. С начала 1950-х годов, в ходе второй волны переселения (в свете постановления № ГОКО-6372с «О переселении колхозников в районы Крыма»), в Черноморский район приезжали переселенцы из различных областей Украины. Время упразднения сельсовета и включения в Новосельский пока не выяснено: на 15 июня 1960 года село уже числилось в его составе, на 1977 год — уже в составе нынешнего. По данным переписи 1989 года в селе проживало 405 человек. С 12 февраля 1991 года село в восстановленной Крымской АССР, 26 февраля 1992 года переименованной в Автономную Республику Крым. С 21 марта 2014 года — де-факто (см. Проблема принадлежности Крыма) в составе Республики Крым России.